# Bộ chuyển đổi xúc tác

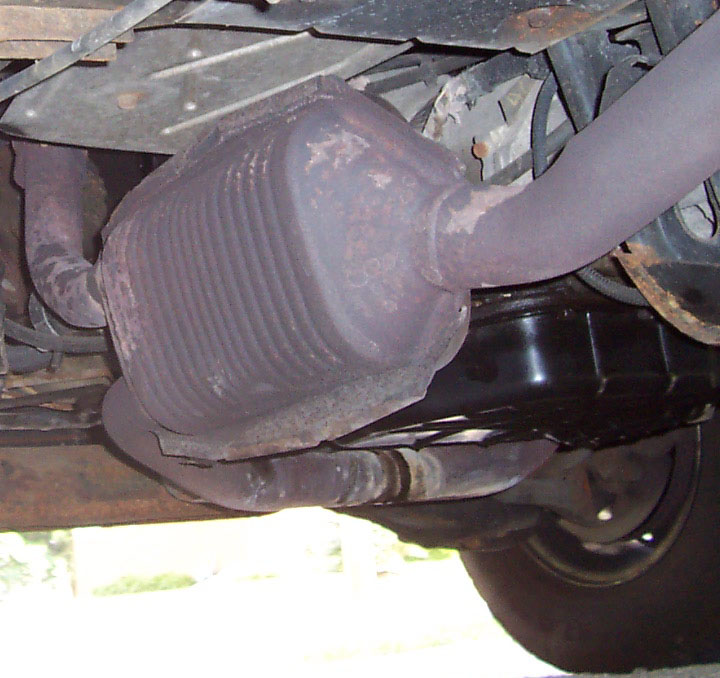
Là một chất xúc tác trên một xăng năm 1996 Dodge Ram

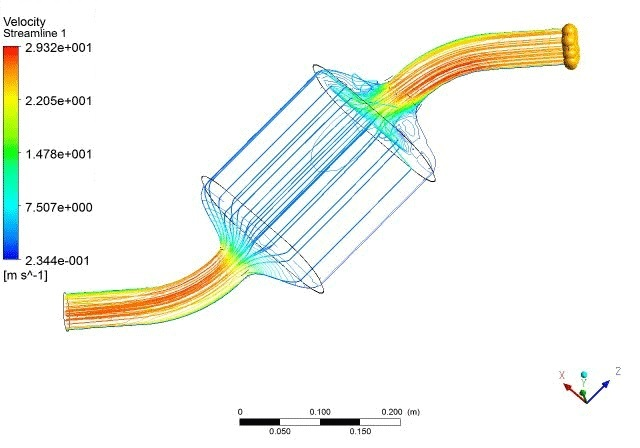
Mô phỏng của dòng chảy trong một chất xúc tác

Bộ chuyển đổi xúc tác là một thiết bị kiểm soát khí thải mà chuyển những khí độc và chất ô nhiễm trong khói thải thành những chất thải ít độc hơn bằng sự xúc tác một phản ứng oxy hóa khử (một phản ứng oxy hóa và một phản ứng khử. Những bộ chuyển đối xúc tác được sử dụng với động cơ đốt trong có nhiên liệu là xăng hoặc diesel - bao gồm cả động cơ cháy sạch cũng như lò đốt dùng dầu hỏa.
Việc giới thiệu rộng rãi đầu tiên của bộ chuyển đổi xúc tác là trong thị trường ô tô Hoa Kỳ. Để tuân thủ quy định nghiêm ngặt hơn về lượng khí thải của Cơ quan Bảo vệ Môi trường Hoa Kỳ, hầu hết các xe chạy bằng xăng bắt đầu từ năm mô hình năm 1975 phải được trang bị bộ chuyển đổi xúc tác. Những bộ chuyển đổi "hai chiều" này kết hợp oxy với carbon monoxit (CO) và hydrocarbon chưa cháy (HC) để sản xuất CO2 và nước (H2O). Năm 1981, các bộ chuyển đổi xúc tác hai chiều đã bị lỗi thời bởi các bộ chuyển đổi "ba chiều" cũng làm giảm oxit nitơ (NOx); Tuy nhiên, các bộ chuyển đổi hai chiều vẫn được sử dụng cho động cơ đốt trong. Điều này là do các thiết bị chuyển đổi ba chiều đòi hỏi sự đốt cháy giàu hoặc stoichiometric để giảm thành công NOx.
Mặc dù các bộ chuyển đổi xúc tác thường được áp dụng cho hệ thống xả trong xe ô tô nhưng chúng cũng được sử dụng cho máy phát điện, xe nâng hàng, thiết bị khai thác mỏ, xe tải, xe buýt, xe đầu kéo và xe máy. Công nghệ này đặc biệt hữu dụng với động cơ chạy xăng, với nhiệt độ hoạt động khoảng 800 độ, ở động diesel nhiệt độ chỉ khoảng 500 độ, các chất xúc tác hầu như không làm việc. Chúng cũng được sử dụng trên một số bếp lò để kiểm soát khí thải. [5] Điều này thường đáp ứng các quy định của chính phủ, thông qua quy định môi trường trực tiếp hoặc thông qua các quy định về an toàn và sức khoẻ.